# Лесоводы (посёлок)
Лесоводы (укр. Лісоводи) — посёлок в Городокском районе Хмельницкой области Украины.
Население по переписи 2001 года составляло 69 человек. Телефонный код — 3251. Код КОАТУУ — 6821284504.

## Местный совет
32046, Хмельницкая обл., Городокский р-н, с. Лесоводы, ул. Ткачука, 4